# Anabathron muriel
Anabathron muriel är en snäckart som beskrevs av Bartsch och Alfred Rehder 1939. Anabathron muriel ingår i släktet Anabathron och familjen Rissoidae. Inga underarter finns listade i Catalogue of Life.